# No.1 (альбом CLC)
No.1 (с англ. — «Номер 1») — восьмой и последний мини-альбом (десятый в целом) южнокорейской гёрл-группы CLC. Он был выпущен в цифровом 30 января, а физическом виде 31 января 2019 года компанией Cube Entertainment при поддержки LOEN Entertainment. Включает пять треков в том числе ведущий сингл «No».

## Предпосылки и релиз
17 января 2019 года сообщалось, что группа выпустит свой восьмой мини-альбом под названием No.1 30 января, после раскрытия графика возвращения.
Cube Entertainment выпустил индивидуальные и групповые фотографии 20 и 21 января. А затем трек-лист 22 января и аудио фрагменты 23 января. Индивидуальные и видео-тизеры были выпущены с 24 по 28 января.
Альбом был выпущен через несколько музыкальных порталов 30 января 2019 года, включая MelOn, iTunes и Spotify.

## Промоушен
20 января 2019 года было подтверждено, что CLC будут гостями на Weekly Idol, первом появлении группы для их возвращения с альбомом.
30 января CLC провели пресс-конференцию перед выходом альбома в зале Blue Square iMarket. В тот же день премьера, организованная Mnet, транслировалась через Naver и Mnet-M2. CLC-первая группа, у которой есть собственное шоу, после BTS, Wanna One и Got7. Они исполнили сингл «No» и несколько других песен из альбома, а также треки из Black Dress. Группа также появилась в качестве гостей на Радио Idol, чтобы продвинуть альбом.

## Музыкальное видео
Музыкальное видео было выпущено вместе с альбомом 30 января. За сутки ролик набрал более 2,2 миллиона просмотров на YouTube.
14 февраля музыкальный клип «No» превысил 10 миллионов комбинированных просмотров для официального музыкального видео, загруженного на канале 1theK и официальном канале CLC. По состоянию на июнь 2019 музыкальное видео имеет более 21 миллиона просмотров, объединенных на обоих каналах.

## Трек-лист
| №                   | Название            | Текст песни                                               | Музыка                                          | Arrangement                                  | Длительность |
| ------------------- | ------------------- | --------------------------------------------------------- | ----------------------------------------------- | -------------------------------------------- | ------------ |
| 1.                  | «No»                | So-yeon Jang Ye-eun                                       | So-yeon June                                    | Соён June                                    | 3:01         |
| 2.                  | «Show»              | Dally Seo Jae-woo (TENTEN) BreadBeat (TENTEN) June Ye-eun | Seo Jae-woo (TENTEN) BreadBeat (TENTEN) June    | Seo Jae-woo (TENTEN) BreadBeat (TENTEN) June | 3:31         |
| 3.                  | «Breakdown»         | Choi Young-kyung Ye-eun                                   | Simon Petren Choi Young-kyung 추대관 (MonoTree) | Simon Petren                                 | 3:11         |
| 4.                  | «Like It»           | Kim Yeon-seo The Proof Ye-eun                             | The Proof Kim Yeon-seo                          | The Proof                                    | 3:13         |
| 5.                  | «I Need U»          | Anna Timgren VINCENZO Fuxxy Any Masingga Ye-eun           | VINCENZO Fuxxy Any Masingga Anna Timgren        | VINCENZO Fuxxy                               | 3:26         |
| Общая длительность: | Общая длительность: | Общая длительность:                                       | Общая длительность:                             | Общая длительность:                          | 16:22        |

## Чарты
| Чарты (2019)                     | Пиковые позиции |
| -------------------------------- | --------------- |
| Республика Корея (Gaon)          | 4               |
| США Billboard Heatseekers Albums | 19              |
| США Billboard Independent Albums | 49              |
| США Billboard World Albums       | 5               |

| Чарты (2019)                        | Пиковые позиции |
| ----------------------------------- | --------------- |
| США World Digital Songs (Billboard) | 4               |

## Победы
| Программа | Дата             | Ссылка |
| --------- | ---------------- | ------ |
| The Show  | 12 февраля, 2019 | [ 20 ] |
| The Show  | 19 февраля, 2019 |        |

## История релиза
| Регион      | Дата            | Формат           | Лейбл                       |
| ----------- | --------------- | ---------------- | --------------------------- |
| Мир         | 30 января, 2019 | Digital download | Cube Entertainment, Kakao M |
| Южная Корея | 31 января, 2019 | CD               | Cube Entertainment, Kakao M |